# Agrilia (Pano Koufonisi)
Koordinaten: 36° 56′ 27,7″ N, 25° 36′ 22,1″ O
Der Fundort Agrilia (griechisch Αγριλιά) ist eines von drei Gräberfeldern der bronzezeitlichen Kykladenkultur auf der griechischen Insel Pano Koufonisi. Nach Chaliandrani auf Syros zählt Agrilia zu den größten bekannten Friedhöfen der Frühbronzezeit auf den Kykladen.
Die archäologische Ausgrabung 1969 erbrachte eine Vielzahl von Fundstücken mit charakteristischer Keramik sowie eine auf Pano Koufonisi heimische Bestattungsform. Das Gräberfeld mit einer relativ kurzen Nutzungszeit von etwas mehr als 100 Jahren wird als der bedeutendste Fundort für die Abgrenzung der Kampos-Gruppe angesehen. Diese wird innerhalb der frühkykladischen Periode als Übergangsphase der Spätstufe von FK I zu FK II um 3000 v. Chr. datiert und somit als Bindeglied der Grotta-Pelos-Kultur zu den Anfängen der Keros-Syros-Kultur eingeordnet. Starke Übereinstimmung bestehen in der Grabarchitektur und den Grabbeigaben mit der Nekropole Agia Photia an der Nordküste Kretas.
Ausgewählte Fundstücke werden in zwei Vitrinen im Archäologischen Museum Naxos präsentiert. Die Grabungsergebnisse und einzelne Fundstücke wurde bisher in Vorberichten veröffentlicht, eine abschließende Publikation ist in Planung.

## Lage
Pano Koufonisi ist eine Insel der südöstlich von Naxos gelegenen Kleinen Kykladen. Trotz ihrer geringen Größe waren die Inseln in der Frühbronzezeit aufgrund ihrer zentralen Lage auf dem Seeweg zwischen den Handelszentren Poliochni auf Limnos in der nordöstlichen Ägäis, den Metalllagerstätten der westlichen Kykladen und Attikas sowie den Orten an der Zentral- und Nordostküste Kretas bedeutsam. Die flach hügelige Insel Pano Koufonisi liegt geschützt zwischen der bergigen Insel Naxos im Norden und der größeren Insel Keros im Südosten; tiefe Buchten und kleine Häfen bieten Schutz vor den über einen längeren Jahreszeitraum wehenden starken Winden der zentralen Ägäis. Die Bezeichnung koufó nisí (κουφό νησί) stammt vermutlich von altgriechisch κωφός kophós in der nautischen Bedeutung ‚geschlossen‘ für einen sicheren Hafen.
Bis in die zweite Hälfte des 20. Jahrhunderts zählte das Meeresgebiet von Donousa im Nordosten bis Iraklia im Südwesten zu den fischreichsten Fanggründen der zentralen Ägäis. Aufgrund geringer Bodenfruchtbarkeit und mangels Niederschlägen waren landwirtschaftliche Tätigkeiten und Viehzucht für die Inselbewohner seit je her von untergeordneter Bedeutung. In der Vergangenheit wurde die illegale Suche nach Antiquitäten betrieben.

## Archäologische Ausgrabungen
Die Ausgrabungen 1969 und 1970 auf Pano Koufonisi leitete Fotini Zapfiropoulou von der 21. Ephorie für Prähistorische und Klassische Altertümer (ΚΑʹ Εφορεία Προϊστορικών και Κλασικών Αρχαιοτήτων). Dabei wurden an drei Stellen Gräberfelder untersucht. Agrilia, das größte der Gräberfelder, liegt im Inselzentrum etwa 600 m nordöstlich des Inselhauptortes auf dem Simidalas-Gelände. Die beiden im Südwesten der Insel gelegenen Gräberfelder Alonistria Chousouri (Skopelitis field) und Potamia (Tzavaris field) waren überwiegend durch Raubgrabungen zerstört.

## Gräberfeld und Grabarchitektur
Die ursprüngliche Ausdehnung des Gräberfeldes ist wegen Plünderungen auf dem gesamten Gelände nicht mehr zu ermitteln. Auf einer Fläche von 50 × 75 m wurden 72 unberührte Gräber untersucht, weitere 20 Gräber zeigten Beschädigungen durch illegale Grabungen. Die nahezu regelmäßige Anlage eines Großteils der Gräber in zwei Reihen lässt auf eine geplante Anlage schließen und erforderte eine entsprechende Organisation der damaligen Gesellschaft. Bemerkenswert sind einheitlich errichtete Gräber ohne jegliche Skelettreste und Grabbeigaben. Die Nutzungszeit der Nekropole von drei bis vier Generationen oder mehr als 100 Jahren ist im Vergleich zu anderen großen Friedhöfen außergewöhnlich kurz und lässt in Verbindung mit der hohen Anzahl von Gräbern auf eine verhältnismäßig große Gesellschaft schließen.
Entgegen den typischen frühkykladischen Steinkisten haben die Kammergräber von Agrilia eine abweichende und neuartige Bauweise, die vermutlich auf den weichen, felsigen Untergrund zurückzuführen ist. Die in den weichen Kalkfelsen geschlagenen Gruben bestehen aus zwei Kammern, einer äußeren Vorkammer für Beigaben und einer höhlenartigen seitlichen Grabkammer für die eigentliche Bestattung. Die äußere, eingesenkte Vorkammer (προθάλαμος prothálamos), mit trapezförmigem oder halbelliptischem Grundriss wird an ihrer nördlichen Seite durch eine große aufrecht gestellte Steinplatte begrenzt. Diese als Sema (griechisch σήμα síma) bezeichnete Platte ragte in einigen Fällen über das natürliche Bodenniveau hinaus und blockierte den Eingang zur überdachten inneren Hauptgrabkammer (θάλαμος thálamos). Möglicherweise diente sie als eine Art Grabmarkierung.
Im Vergleich zu anderen kykladischen Gräberfeldern sind die Gräber von Agrilia groß, mit Vorkammern von 1 bis 1,60 m Länge und zwischen 0,65 und 1,50 m Breite, bei einer Tiefe von 0,5 bis 0,7 m. Die kleineren Hauptgrabkammern mit Längen zwischen 0,75 und 1,3 – in seltenen Fällen bis 1,5 m – und etwa 0,4 bis 0,9 m Breite waren mit 0,3 bis 0,6 m auch insgesamt flacher. Die Gräber zeigen keine einheitliche Ausrichtung, sie sind in ihrer Längsachse hauptsächlich nach Norden oder Nordwesten orientiert. Die horizontale Bodenplatte in der Vorkammer von Grab 29 ist mit den gepflasterten Eingangsbereichen vieler Gräber von Agia Photia auf Kreta vergleichbar. In Grab 29 wurden auf einer Bodenplatte unter einer Ascheschicht eine 15 bis 18 cm dicke Schicht mit Holzkohle- und Obsidianstückchen, Meereskieseln sowie einigen Scherben gefunden. Die Seitenwände dieser Vorkammer waren durch Brandspuren geschwärzt. In der Grabkammer war eine tiefe Schüssel mit Ösenhenkeln auf der Leiche platziert. Angesichts der geringen Grabgröße wurden vermutlich keine Mehrfachbestattungen vorgenommen.

## Grabbeigaben
Von den untersuchten 72 Gräbern enthielten 50 Beigaben, einige davon waren besonders gut ausgestattet. Ohne irgendwelche Funde waren 19 Gräber, weitere 3 waren einfache Gruben oder eventuell durch Raubgrabungen komplett zerstört.

Grabfunde im Archäologischen Museum Naxos
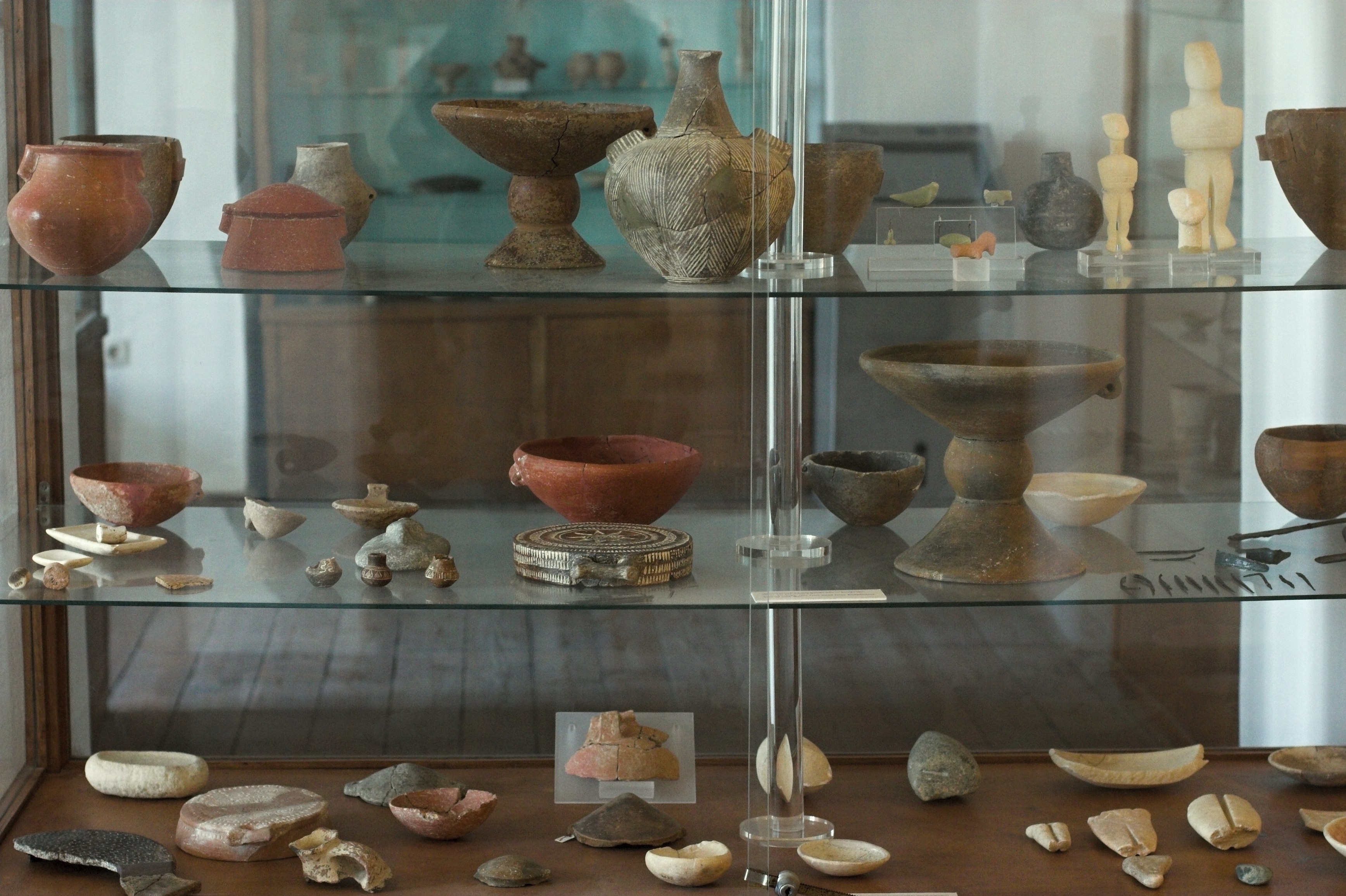
Pano Koufonisi, Vitrine 12
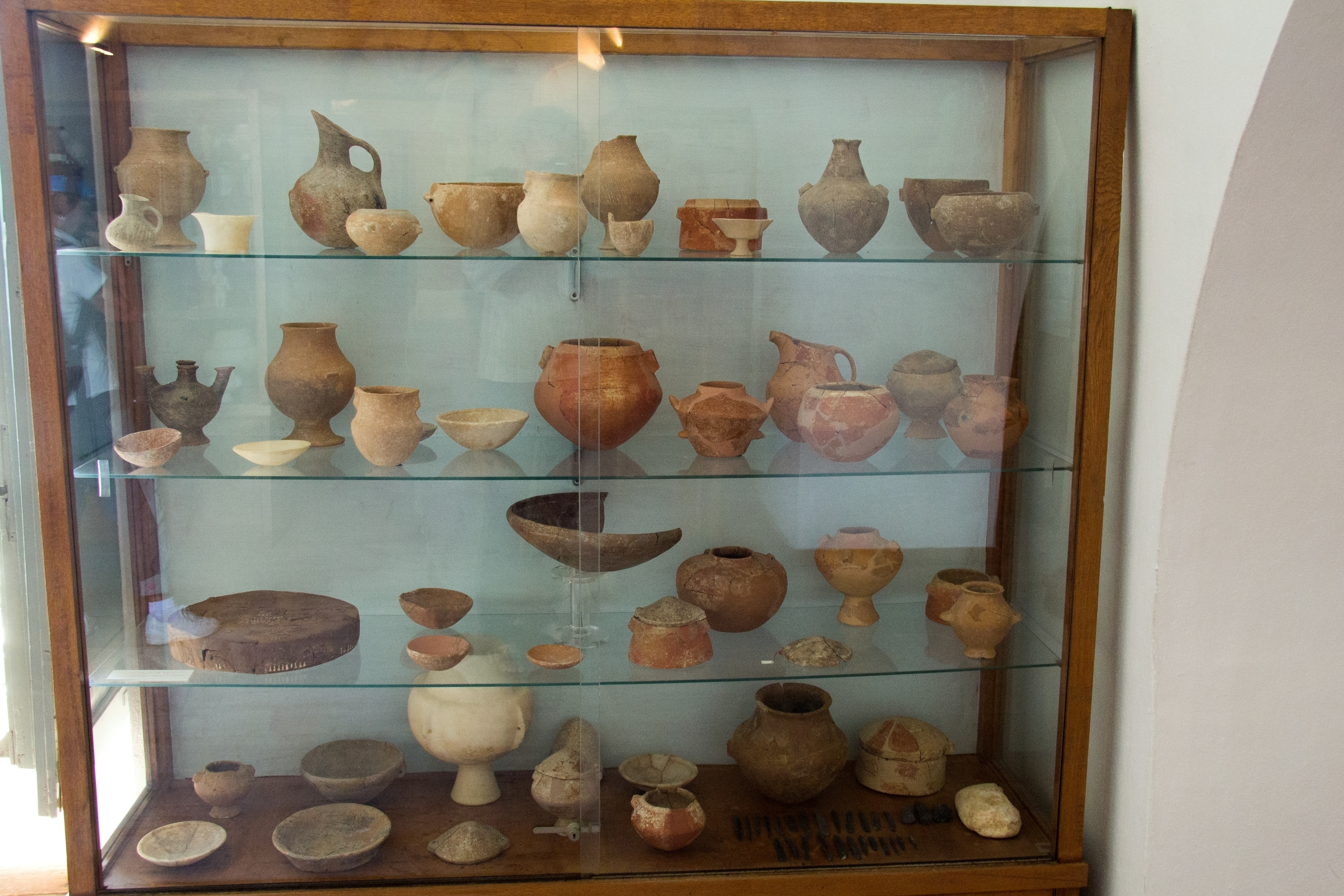
Kato und Pano Koufonisi, Vitrine 10

Weniger wertvolle, aber zahlreichere Grabbeigaben waren in der Vorkammer niedergelegt und von einer Erdschicht sowie von bis zu zwei Feldsteinlagen bedeckt, auf deren obersten Schicht ein zerschlagenes Gefäß platziert war. Den überwiegenden Teil der Grabbeigaben bildeten einfache Gegenstände des täglichen Gebrauchs wie Tongefäße. Die zweite Kammer enthielt neben den mit dem Kopf zum Eingang in Hockerlage niedergelegten Leichen entweder keine oder nur wenige, aber wertvollere Beigaben, wie Obsidianklingen, Kupferdolche und -nadeln, Steinanhänger gelegentlich eine Muschelschale und fast immer den Deckel einer Tonpyxis. Nur zwei Gräber enthielten intakte Marmorgefäße.

### Obsidian
In der kykladischen Frühbronzezeit zählte Obsidian und zu den häufigsten Grabbeigaben. Obsidianklingen dienten vermutlich zum Rasieren, Tätowieren und Skarifizieren, Obsidiankerne als Stößel zum Zerkleinern von Farbe und dem Mischen von Pigmenten mit Wasser, Öl oder Tierfett. Untersuchungen haben mehrere Herkunftsorte der Obsidianfundstücke von Agrilia ergeben und daneben ein Vergleich mit anderen Fundorten ermöglicht. Größtenteils konnten die Lagerstätten Sta Nychia und Demenegaki auf der Insel Milos ermitteln werden; als Herkunftsorte jeweils einer unbearbeiteten Knolle die Insel Andiparos und die Dodekanes-Insel Gyali sowie eine fragmentierte Klinge vom zentralanatolischen Vorkommen Göllü Dağ. In ihrer Größe und Form entsprechen die Klingen von Agrilia im Wesentlichen bekannten Exemplaren zeitgenössischer Siedlungszusammenhänge der Stufe Frühkykladisch I, sind allerdings oft ungenutzte und besonders gleichmäßig gearbeitete Einzelexemplare. Diese Praxis änderte sich zum Ende von Frühkykladisch I durch die vermehrte Beigabe von „Klingensätzen“ und deutlich vergrößerter Klingenlänge gegenüber frühen Frühkykladisch I-Gräbern. Erstmals wurden auch gebrauchte Klingen und Klingenkerne beigegeben. Die meisten der 32 Gräber von Agrilia mit Obsidianbeigaben enthielten zwischen 2 und 13 Klingen, selten auch 20 oder mehr. Offensichtlich waren die „Klingensätze“ aus dem gleichen Kern gearbeitet, die längsten stammen aus den reichsten Einzelgräbern; längere Klingen sind nur von Panagia auf Paros und Aplomata auf Naxos bekannt.

### Marmor- und Steinobjekte
Steingefäße sind schon seit der Jungsteinzeit bekannt. Ihre Herstellung lässt auf spezialisierte Handwerker schließen. In Gräbern der Kampos-Gruppe sind Steingefäße seltene Grabbeigaben. Die Ausgrabungen von Agrilia erbrachten mit einem als Kandili oder Kandila bezeichneten Kegelhalsgefäß aus Marmor sowie einer flach-rechteckige Marmorpalette mit vier perforierten Ecken lediglich zwei Gegenstände, deren typische Formen in die Epoche FK I verweisen.

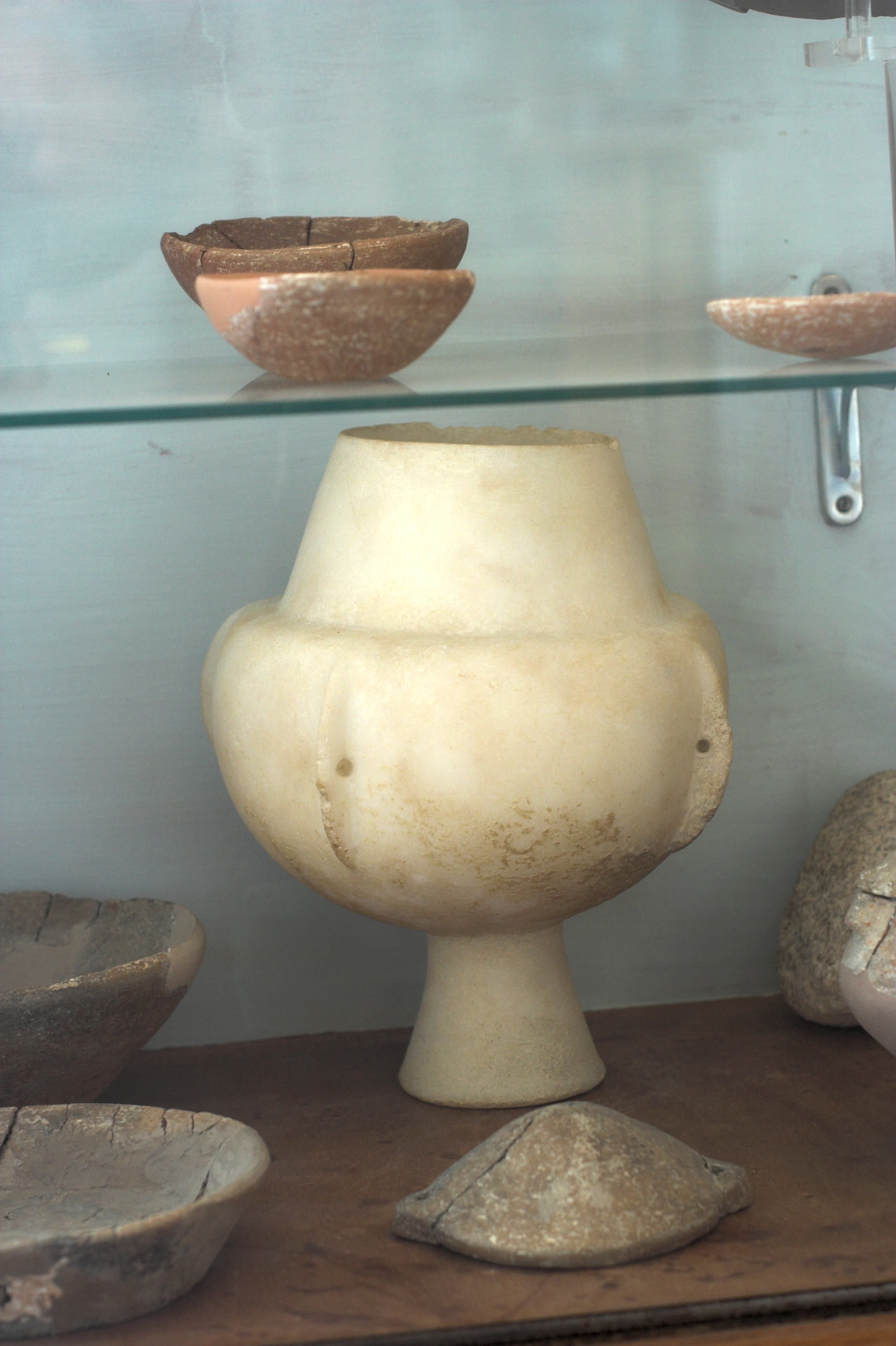
Marmor-Kandili
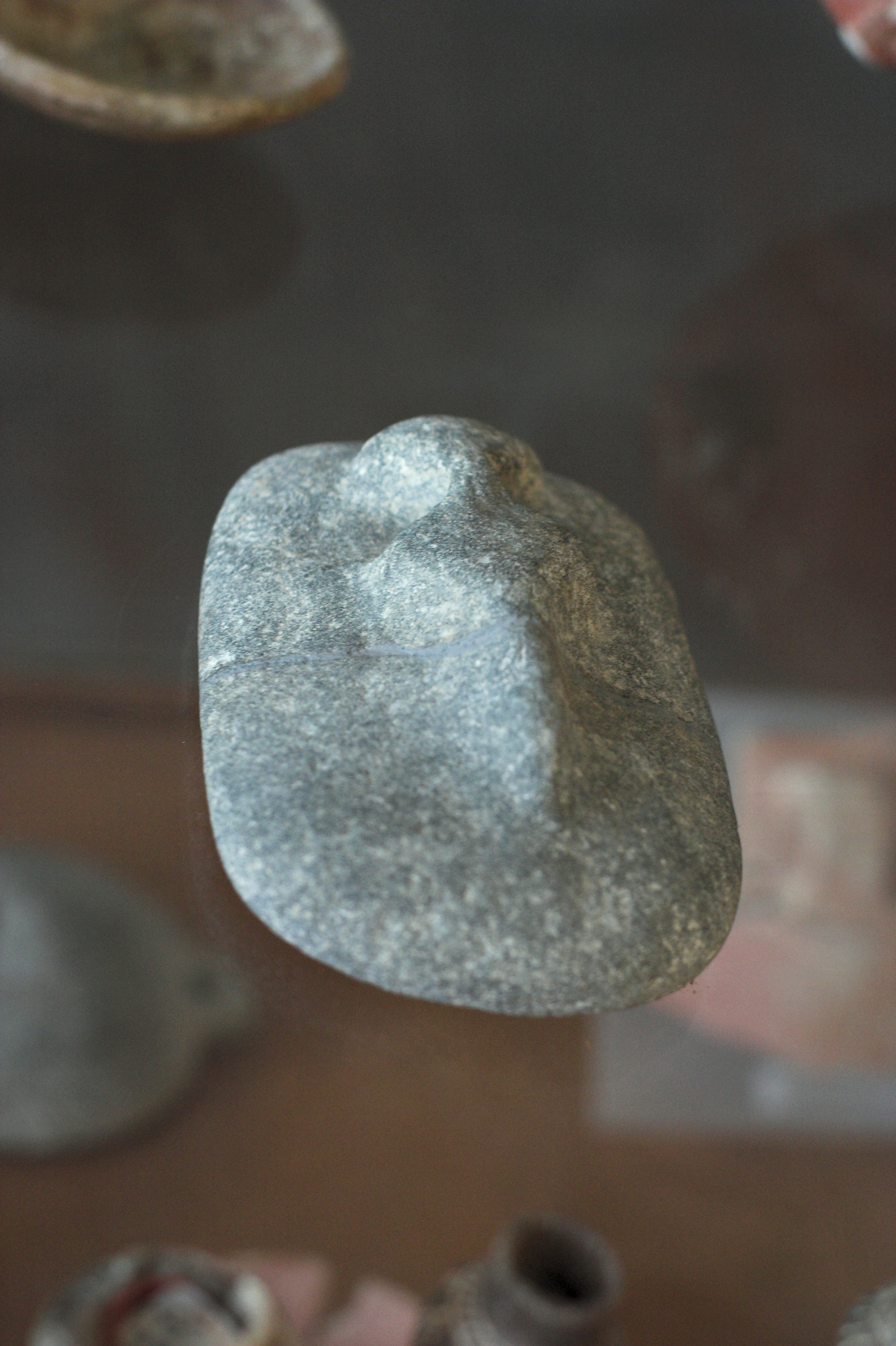
Plakette mit Relieffigur

Kykladenidole sind ebenfalls sehr selten als Beigaben in Gräbern der Kampos-Gruppe nachgewiesen, schematische Idole sind bisher unbekannt. Zwei Gräber in Agrilia enthielten Marmoridole. Neben der einzigartigen Plakette mit Relieffigur fand sich von einer zerbrochenen Figurine der Kopf mit Hals. Beide Fundstücke haben große Ähnlichkeit mit zwei Idolen des Grabfundes von Louros Athalassou auf Naxos aufzuweisen und sind dem sogenannten Louros-Typ zuzurechnen.

### Metall

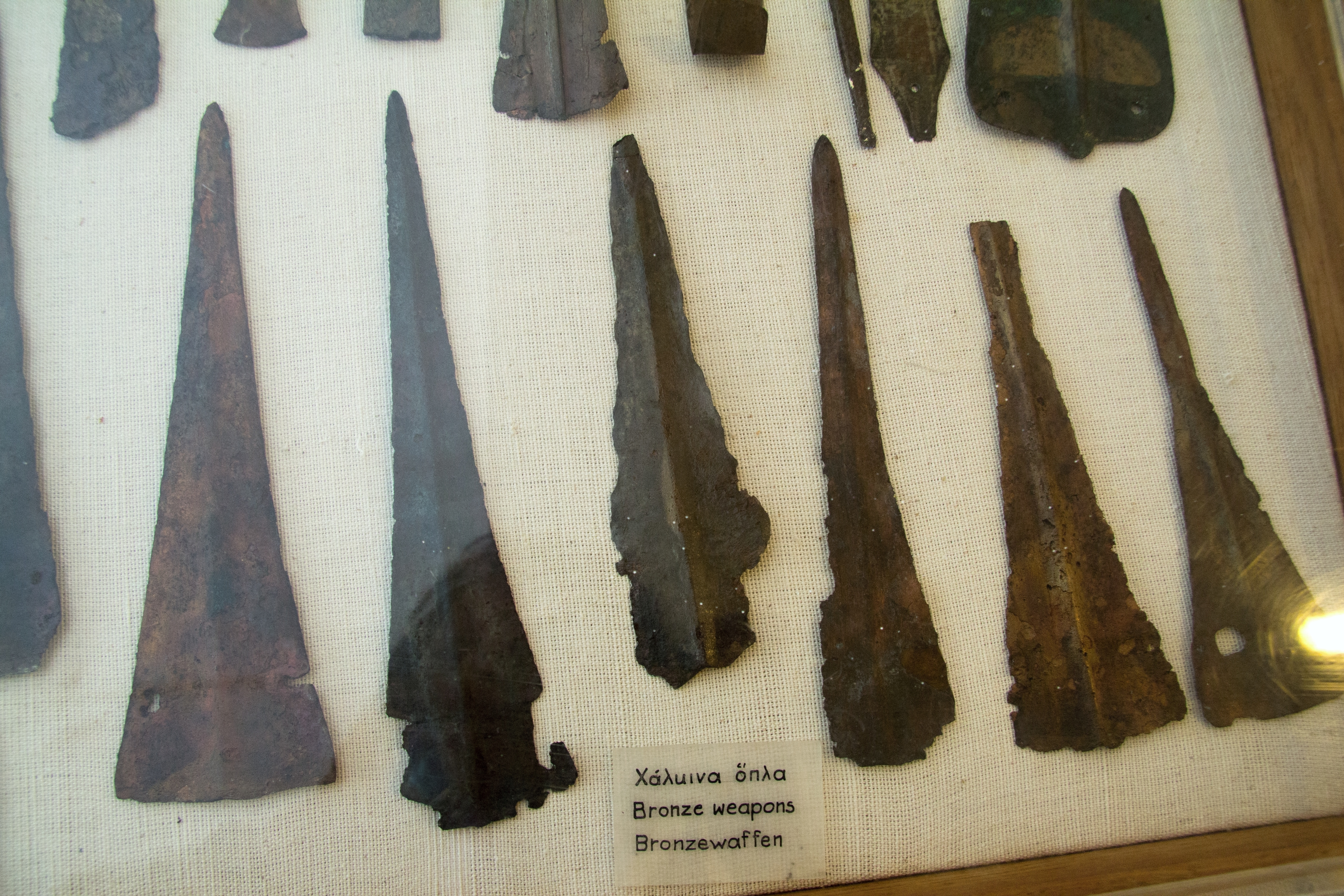
Vergleichbare Dolche im Archäologischen Museum Apiranthos, Herkunft vermutlich Süd-Naxos oder Koufonisia

Die Metallverarbeitung wurde auf den Ägäisinseln seit dem Ende der Jungsteinzeit ausgeübt. Erst zum Ende von Frühkykladisch I finden sich Metallgegenstände als Grabbeigaben. Für die Kampos-Gruppe sind bisher wenige Metallfunde veröffentlicht. In Agrilia fanden sich in einigen Gräbern aus Kupfer gearbeitete Nadeln und Dolche. Im Vergleich zu anderen Waffen treten Langdolche mit starker Mittelrippe und Klingenlängen von bis zu 30 cm später auf. Bei den Exemplaren von Agrilia handelt es sich um die frühesten bekannten Langdolche auf den Kykladen. Auf den Ostkykladen scheinen sie besonders als Nahkampfwaffen von großer Bedeutung gewesen sein. Als Grabbeigaben wurden sie oft durch Verbiegen bewusst zerstört.